# Wyeomyia fishi
Wyeomyia fishi är en tvåvingeart som beskrevs av Thomas J. Zavortink 1986. Wyeomyia fishi ingår i släktet Wyeomyia och familjen stickmyggor.
Artens utbredningsområde är Venezuela. Inga underarter finns listade i Catalogue of Life.